# Frederick W. Plaisted

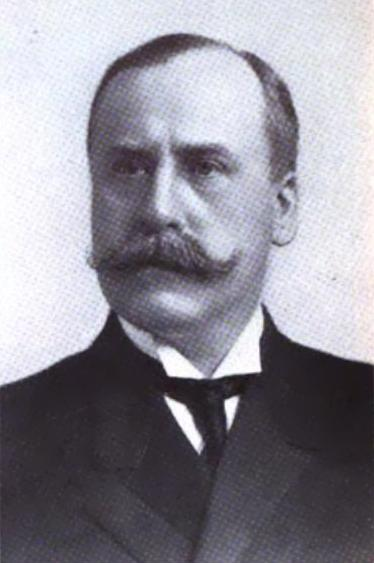
Frederick W. Plaisted (1910)

Frederick William Plaisted (* 26. Juli 1865 in Bangor, Maine; † 4. März 1943) war ein US-amerikanischer Politiker und von 1911 bis 1913 Gouverneur des Bundesstaates Maine.

## Frühe Jahre
Plaisted war der Sohn von Harris M. Plaisted, der zwischen 1881 und 1883 Gouverneur von Maine war. Er besuchte die örtlichen Schulen seiner Heimat und die St. Johnsbury Academy in Vermont. Danach engagierte er sich im Verlagswesen. Zwischen 1889 und 1914 war er Eigentümer und Herausgeber der Zeitung „The New Age“ in Augusta. Plaisteds politische Karriere in der Demokratischen Partei begann im Jahr 1896, als er Delegierter zur Democratic National Convention war. Diese Funktion hatte er vier Jahre später nochmals inne. Zwischen 1906 und 1910 war er Bürgermeister von Augusta. Gleichzeitig war er 1907 bis 1908 Sheriff im Kennebec County. Im Jahr 1910 wurde er als Kandidat seiner Partei zum neuen Gouverneur von Maine gewählt. Damit war er der erste Demokrat im Amt des Gouverneurs von Maine seit 1883, als die Amtszeit seines Vaters endete.

## Gouverneur von Maine
Plaisted trat seine zweijährige Amtszeit am 4. Januar 1911 an. In dieser Zeit wurde eine Verfassungsänderung geplant, die das Prohibitionsgesetz aus dem Jahr 1883 aufgehoben hätte. Allerdings wurde der Entwurf per Volksabstimmung verworfen. Nachdem eine Wiederwahl im Jahr 1912 gescheitert war, musste Frederick Plaisted am 1. Januar 1913 aus seinem Amt ausscheiden. Nach dem Ende seiner Amtszeit zog sich Plaisted aus der Politik zurück und widmete sich seinen privaten Angelegenheiten. Der mit Frances Gullifer verheiratete Ex-Gouverneur verstarb am 4. März 1943 und wurde auf dem Mount-Hope-Friedhof in Bangor beigesetzt.